# باشگاه فوتبال اسپال
باشگاه فوتبال اسپال (به انگلیسی: S.P.A.L) یک باشگاه ایتالیایی است که در شهر فرارا قرار دارد، آن‌ها فصل ۱۷–۲۰۱۶ پس از سال‌ها به سری آ صعود کردند ولی در فصل ۲۰–۲۰۱۹ با کسب رتبه ۲۰ دوباره به سری بی بازگشتند.